# Damphreux
Damphreux (toponimo francese) è un ex comune svizzero di 176 abitanti del Canton Giura, nel distretto di Porrentruy.

## Monumenti e luoghi d'interesse

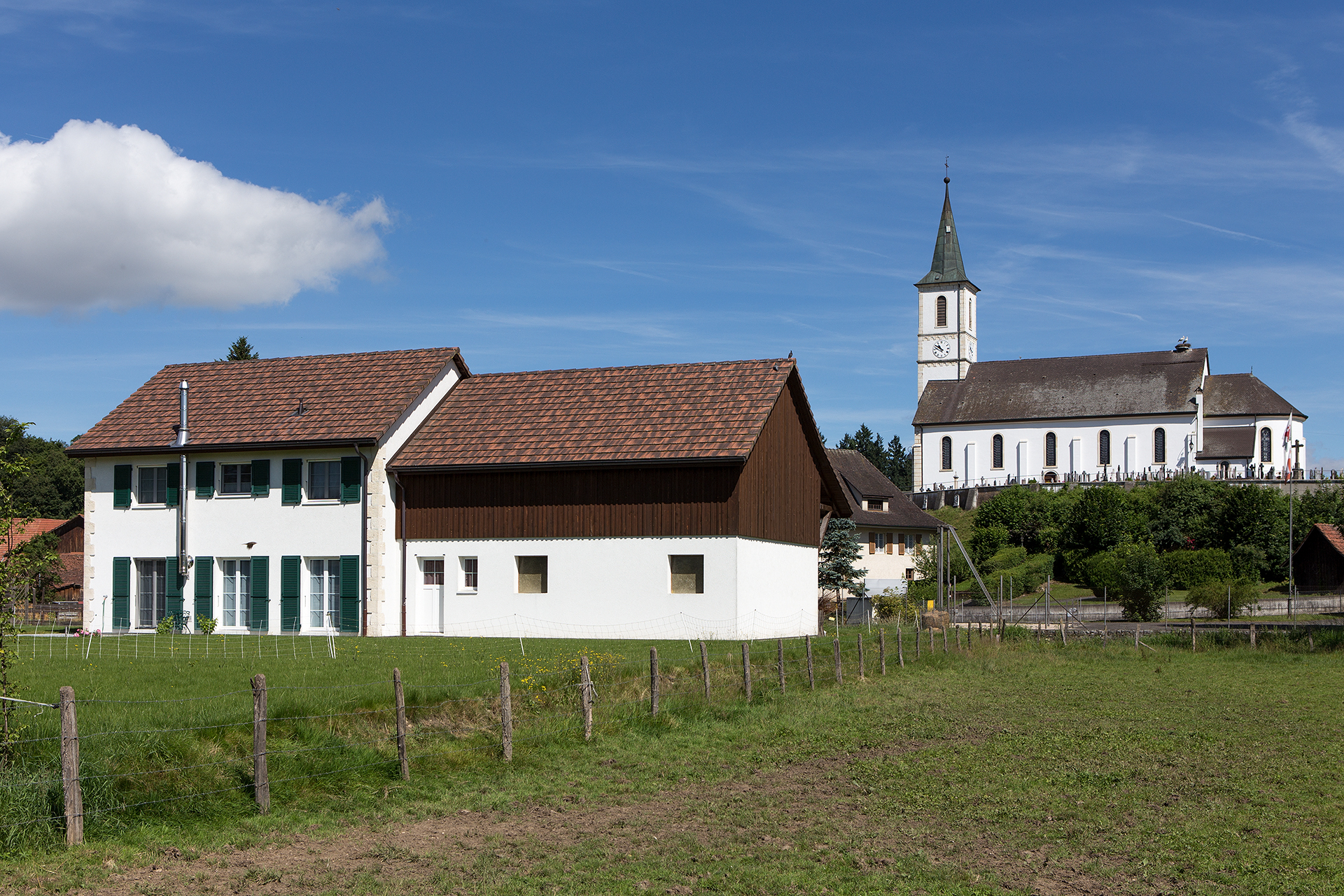
La chiesa dei Santi Ferreolo e Ferruccio

- Chiesa cattolica dei Santi Ferreolo e Ferruccio, ricostruita nel 1715 e nel 1867[1].

## Società

### Evoluzione demografica
L'evoluzione demografica è riportata nella seguente tabella:
Abitanti censiti

## Amministrazione
Dal 1836 comune politico e comune patriziale sono uniti nella forma del commune mixte.